# SS Greyhound
El Greyhound era "una hélice de tres mástiles", conocida también como "un velero rápido" y notable por la raya roja a lo largo de su casco de color plomo claro; fue construida en Liverpool en 1863. No se ha establecido si Henry Lafone, agente confederado en Nassau, la manejó para el gobierno o si era dueña de una parte o la totalidad de ella, pero transportaba carga del gobierno y aquí se supone que actuó como buque público.
Dejó Liverpool para la Confederación el 5 de enero de 1864 en su viaje inaugural y corrió entre allí y las islas británicas cercanas. Comandada por el "Capitán Henry", más exactamente conocido como el teniente George Henry Bier, CSN, el 9 de mayo de 1864 salió de Wilmington, Carolina del Norte, con 820 pacas de algodón, 35 toneladas de tabaco y 25 toneles de trementina, presumiblemente para pagar para barcos confederados de su tipo que se están construyendo en Gran Bretaña. Capturado al día siguiente por el USS Connecticut, se hizo célebre como el barco que transportaba a una misteriosa "Sra. Lewis", pronto reconocida como "la famosa dama rebelde, la señorita Belle Boyd, y su sirviente"; Belle era una heroína sureña y agente del gobierno que había sido capturada antes por la Unión.
El "Capitán Henry", al mando del Greyhound, también fue reconocido como teniente fallecido de la Marina de los EE. UU. El capitán del premio, el alférez interino Samuel Harding, Jr., USN, que llevó al Greyhound a Boston, fue persuadido por su "encantador" prisionero para que dejara escapar al Capitán Bier de Boston a Canadá; por esto, Harding fue despedido de la Marina en desgracia, pero finalmente se casó con Belle Boyd en Inglaterra.
El Greyhound y la carga se evaluaron en $ 484,000 en premios. Algunas fuentes indican que este fue el Greyhound que se convirtió en el cuartel general flotante del general Ben Butler en el James a fines del otoño de 1864 y que en su Butler visitó al almirante Porter en Dutch Gap. El Greyhound era más rápido que el Porter's Malvern en este período, Butler llevó al almirante a Fortress Monroe para consultar con Asst. Secretario Gustavo V. Fox. El almirante Porter mencionó en sus memorias que el Greyhound "merecía su nombre, porque era una embarcación larga y de aspecto delgado y el vapor más rápido del río". Pero no mucho más; Porter revive su último viaje dramático: unas pocas millas debajo de Bermuda Hundred, Virginia, un "torpedo" voló la sala de máquinas e incendió el barco, el almirante, el general, su estado mayor y la tripulación apenas escaparon mientras el Greyhound estaba "envuelto en llamas de un extremo a otro" en un "gran espectáculo" final. Algunos saboteadores sureños habían plantado uno o más torpedos en los búnkeres camuflados como trozos de carbón, que los fogoneros arrojaron diligentemente a las hogueras.
- Datos: Q115691253